# Gewässer in Leipzig

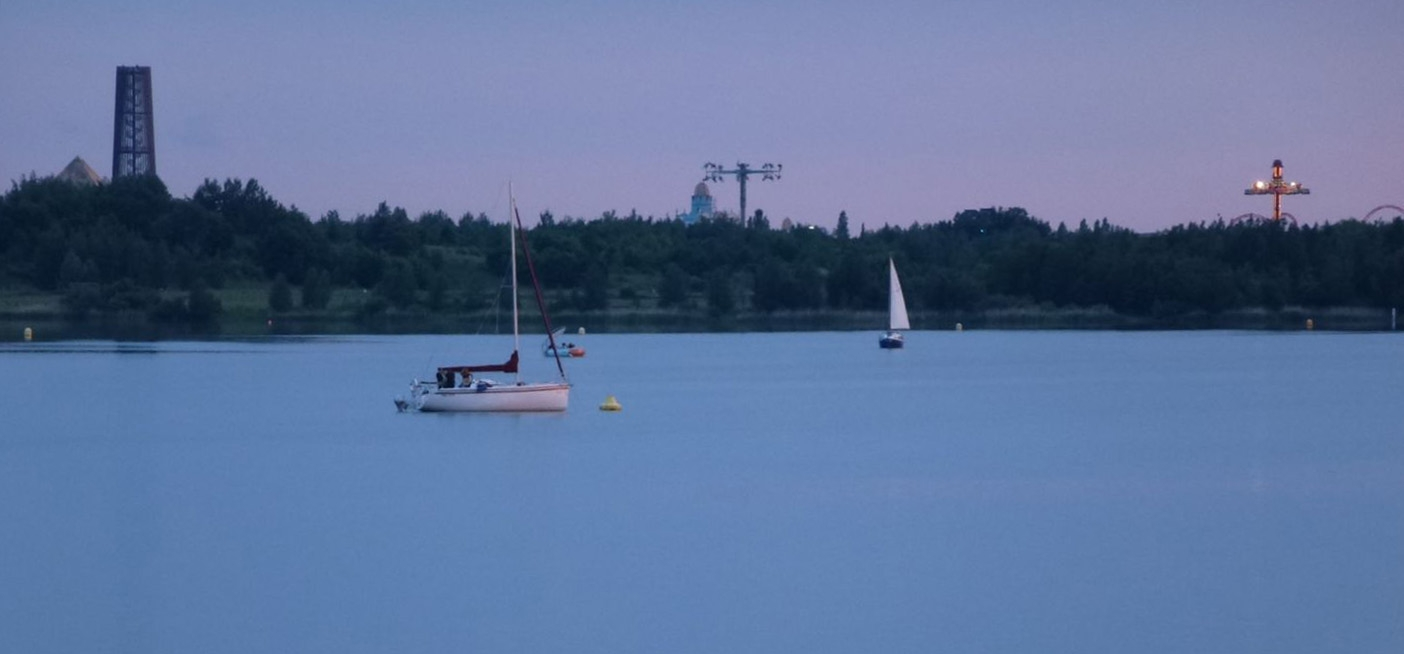
Cospudener See mit dem Freizeitpark Belantis im Hintergrund

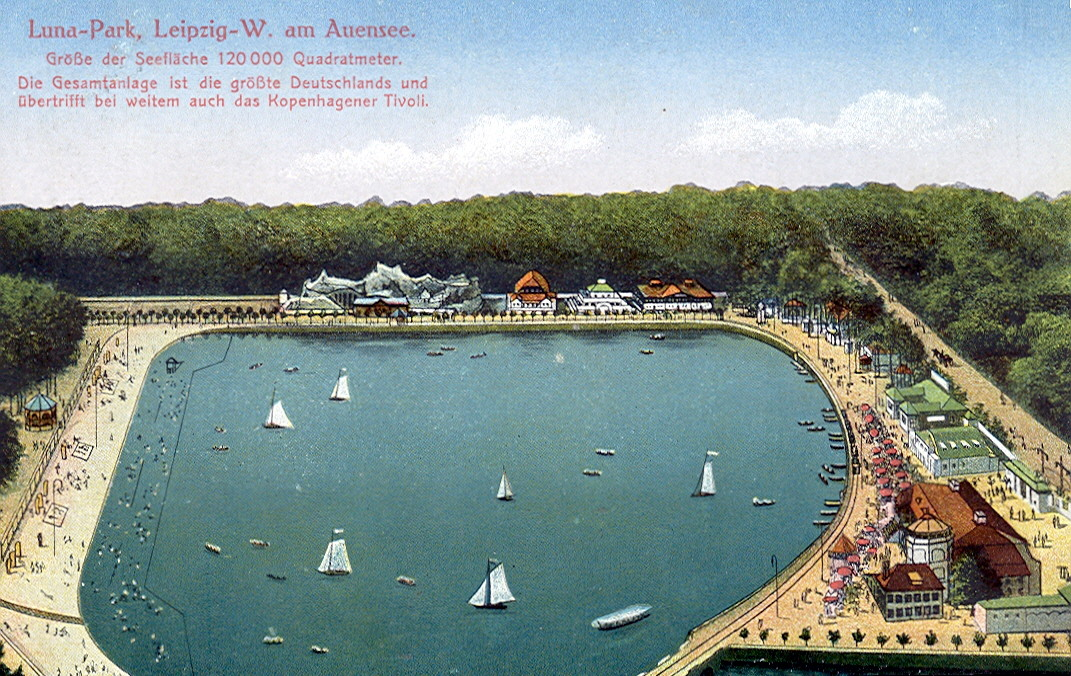
Auensee (um 1914)

Gewässer in Leipzig sind die im Gebiet der Stadt ein Binnendelta bildenden Flüsse Weiße Elster, Pleiße und Parthe sowie zahlreiche Bachläufe, um die herum die Leipziger Auenwaldlandschaft entstanden ist. Zur wirtschaftlichen Nutzung, zur Verteidigung der Stadt und zum Hochwasserschutz sind viele dieser Fließgewässer umgeleitet, kanalisiert oder trockengelegt worden, ebenso wurden Gräben und Kanäle neu angelegt.
Für die Fischzucht, aus städteplanerischen Gründen oder als Bergbaufolge ist in Leipzig auch eine Vielzahl von Teichen und Seen entstanden oder angelegt worden.

## Flüsse, Mühl- und Floßgräben
Die im Bereich Leipzigs zusammenfließenden Flüsse Pleiße, Parthe und Weiße Elster haben schon früh die Entwicklung der Stadt geprägt. Im Verlauf der Leipziger Stadtgeschichte sind ihre Flussbetten verlegt und zum großen Teil kanalisiert worden.

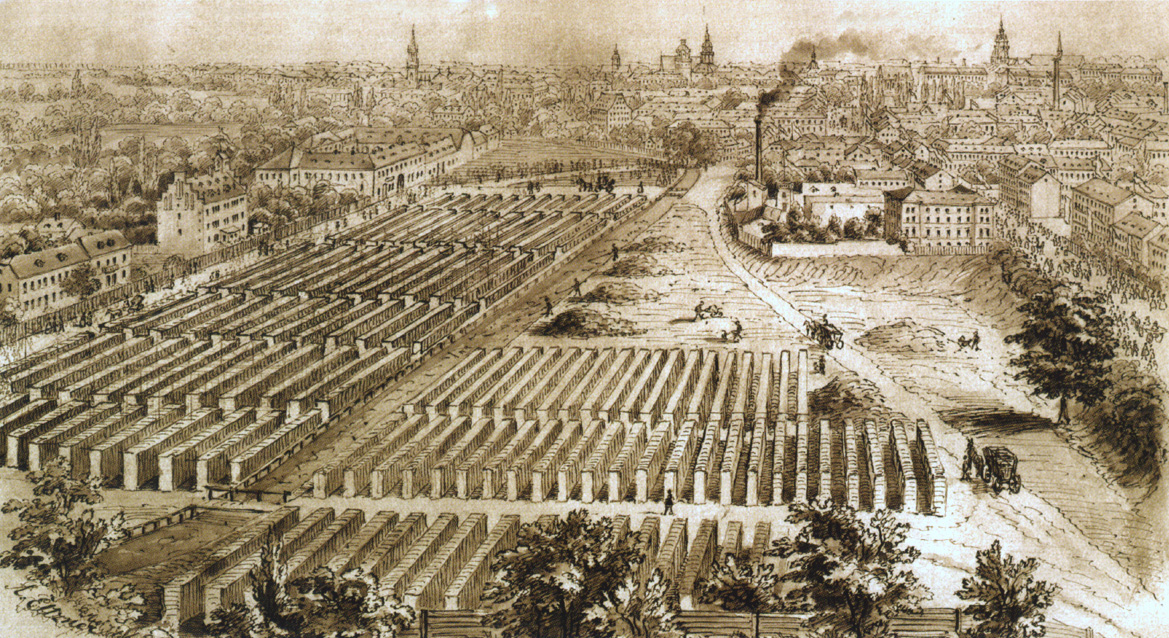
Holzstapel auf dem Leipziger Floßplatz

Bereits im Mittelalter wurden die Flüsse zum Holztransport genutzt. Ab dem 15. Jahrhundert entstanden Kanäle, über die Brenn- und Scheitholz zur Versorgung der Stadt in das Stadtgebiet geflößt wurde. Der für Leipzig wichtigste Kanal war dabei der Elsterfloßgraben, über den der Großteil des in der Stadt benötigten Brennholzes bis zum Floßplatz transportiert wurde.
Über Mühlgräben wurde das Wasser zum Antrieb der Leipziger Mühlen geleitet, so über den Pleißemühlgraben zur Nonnenmühle, zur Thomasmühle und zur Barfußmühle und über den Elstermühlgraben zur Angermühle.
Ab dem ausgehenden 18. Jahrhundert wurde auch das Flussbaden populär, sodass es zur Blütezeit im 19. Jahrhundert mehr als 25 Flussbäder in Leipzig und in den eingemeindeten Vororten gab, bevor die Verschmutzung infolge der zunehmenden Industrialisierung im ersten Drittel des 20. Jahrhunderts das endgültige Aus der Leipziger Flussbäder bedeutete.

### Pleiße

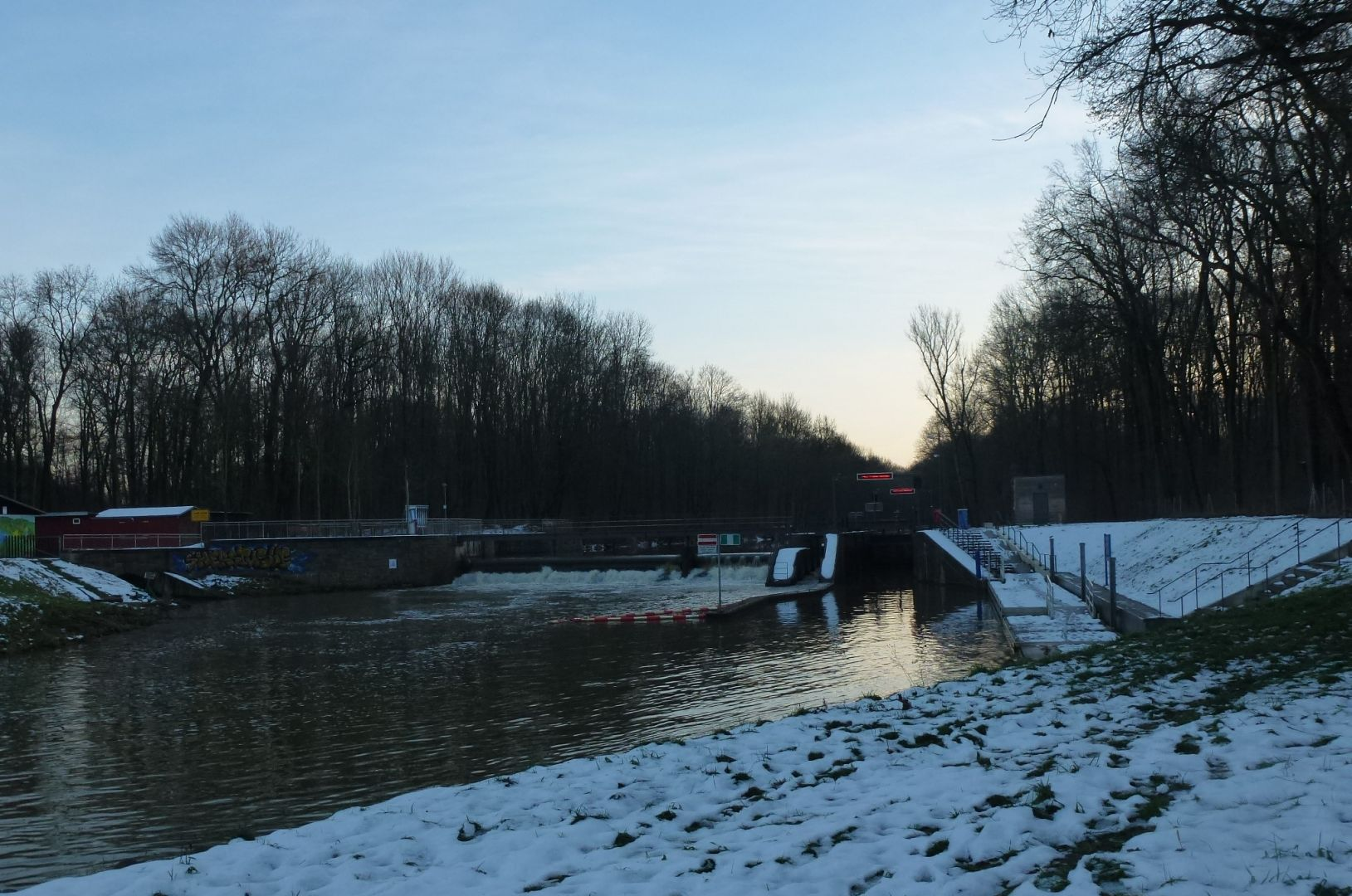
Pleißewehr mit Schleuse

Die Pleiße teilte sich ursprünglich etwa im Bereich des heutigen Connewitzer Pleißenhochflutwehrs in zwei natürliche Arme: Die Rödel floss von dort zuerst nordwestwärts und später nach Norden westlich des heutigen Nonnenwegs und mündete westlich des Klingerwegs etwa am Bootshaus der Abteilung Kanu des SC DHfK Leipzig in die Elster. Ab etwa 1880 zweigte die Rödel vom neugebauten Elsterflutbett ab, der Zulauf von der Pleiße wurde dabei abgeschnitten. Sie führte danach nur noch wenig Wasser und wurde 1926/27 zugeschüttet.
Der östliche, später Alte Pleiße und dann Kuhstrangwasser genannte Arm floss vom Bereich des Connewitzer Wehrs durch die Aue bis zu seiner Mündung in die Elster im Gebiet des heutigen Schreberbades. Er wurde 1879 verfüllt.

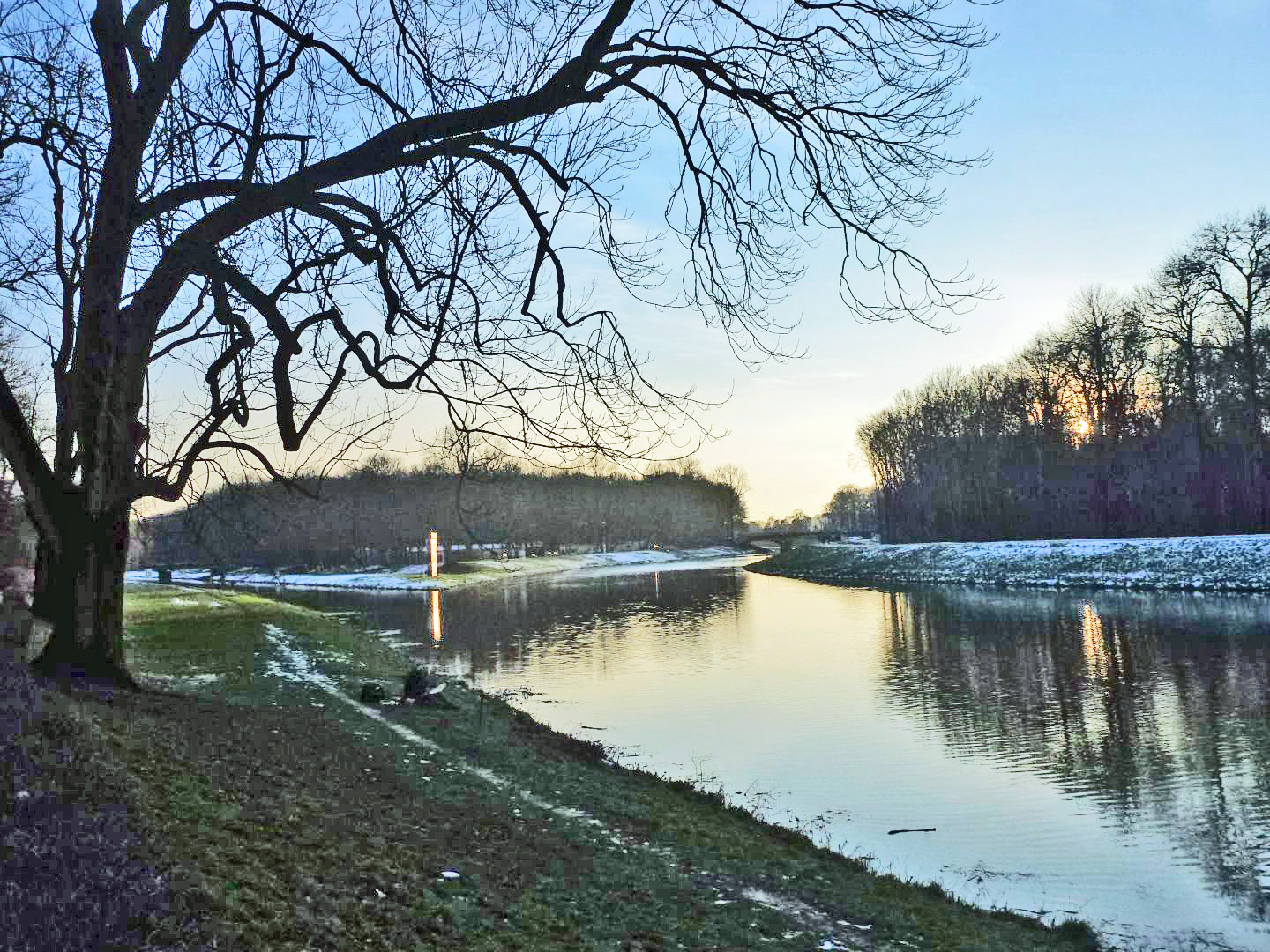
Mündung des Pleißeflutbetts (links) ins Elsterflutbett

Im Jahre 1287 wurde vom Bereich des heutigen Connewitzer Wehrs bis zur heutigen Harkortstraße der Nonnenmühlgraben zur Versorgung der Leipziger Nonnenmühle angelegt. Er bildet heute zusammen mit Teilen der bereits vorher angelegten Thomas- und Barfußmühlgräben den Pleißemühlgraben, der den Hauptteil des Pleißewassers aufnahm und daher zusammen mit dem Gohliser Mühlgraben und dem alten Bett der Nördlichen Rietzschke bis in das 20. Jahrhundert allgemein als Pleiße bezeichnet wurde. Durch seine Lage direkt westlich des ehemaligen Stadtgrabens und die Wegverlegung der Parthe von der nördlichen Stadtgrenze weiter nach Norden zu ihrem heutigen Bett ist es üblich geworden, Leipzig als eine Stadt an der Pleiße anzusehen.
Bis Mitte des 19. Jahrhunderts wurde die Elster-Pleiße-Aue durch Hochwasser regelmäßig überschwemmt. Nach einem Projekt der Leipziger Wasserbauingenieure Kohl und Georgi aus den Jahren 1852 bis 1854 wurde in der Folge die Hochwasserführung der Elster und der Pleiße verändert. Für die Pleiße wurde das Pleißeflutbett vom Connewitzer Wehr bis zur Elster im Bereich des heutigen Palmengartenwehrs angelegt, in das später am Leipziger Eck das Elsterflutbett eingebunden wurde und das ab dort seitdem auch so heißt.

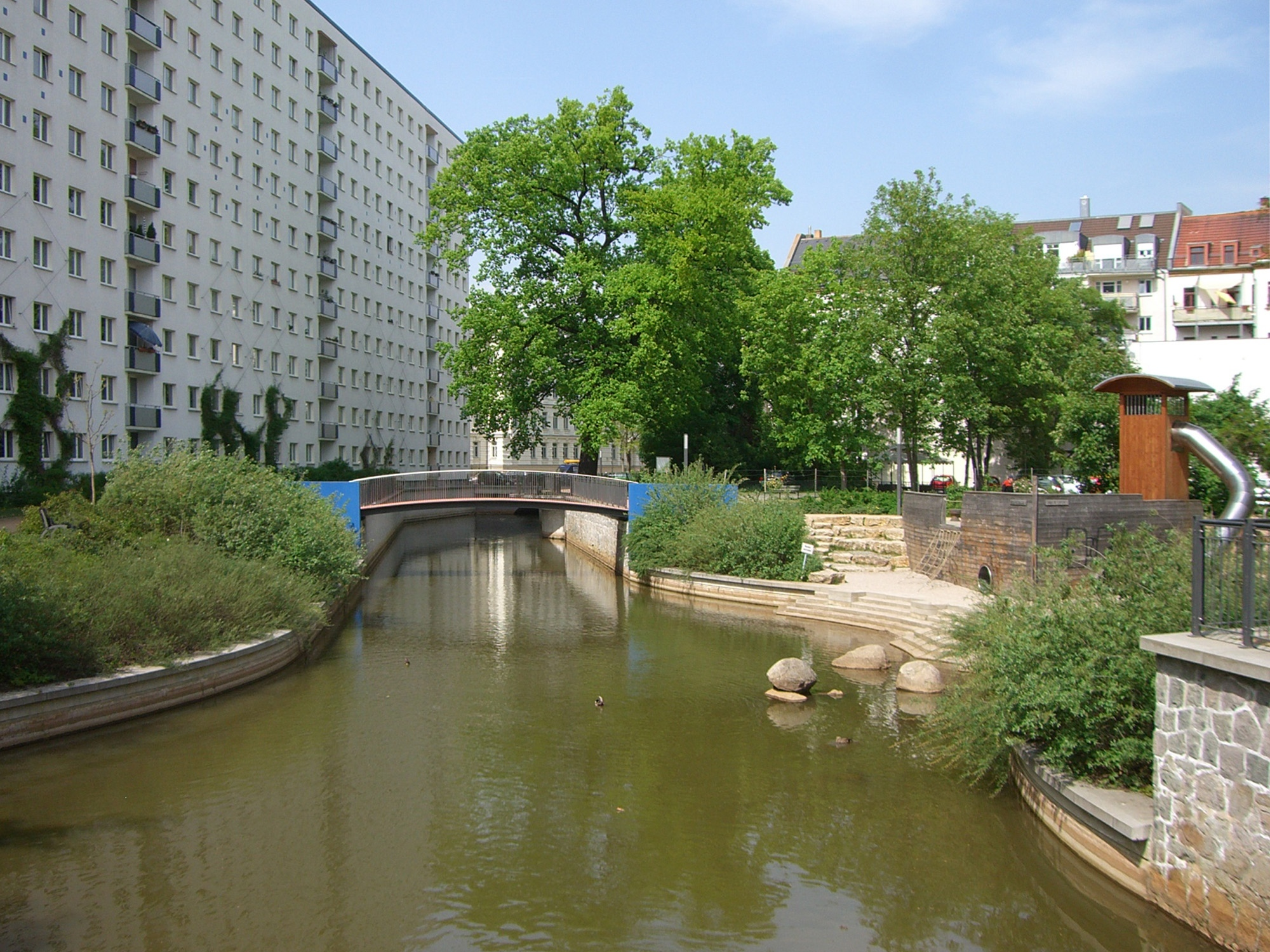
Der freigelegte Pleißemühlgraben an der Spießbrücke in Leipzig

Außerdem existierten im Bereich Leipzig zwei Pleißehochflutbetten: zum einen das noch bestehende nordöstlich des Wildparks und ein weiteres von der heutigen Primavesistraße zur Weißen Elster südlich der heutigen Pohlestraße.
Ab etwa 1915 wurde die Pleiße durch die Einleitung ungeklärter Industrieabwässer stark verschmutzt, so dass der Pleißemühlgraben zwischen 1951 und 1956 im Innenstadtbereich bis zum Naturkundemuseum überwölbt und der nördliche Abschnitt von dort bis zur Einmündung der Parthe im Zoo zugeschüttet wurde. Seitdem fließt das Wasser des Pleißemühlgrabens über einen kurzen Querkanal am ehemaligen Standort der Angermühle in den Elstermühlgraben, der ab dort das frühere natürliche Bett der Parthe ist.
Nach Protesten der Bürgerbewegung 1989 über die Verschmutzung der Pleiße und dem Zusammenbruch vieler Industriebetriebe im Einzugsbereich der Pleiße werden die innerstädtischen Mühlgräben seit 1992 nach und nach wieder geöffnet.
Nach der Fertigstellung der entsprechenden Projekte sollen große Teile von Leipzig mit Sportbooten befahrbar sein.
Alle Leipziger Fließgewässer sind (Stand 2018) nach europäischer Wasserrahmenrichtlinie in einem schlechten Zustand.

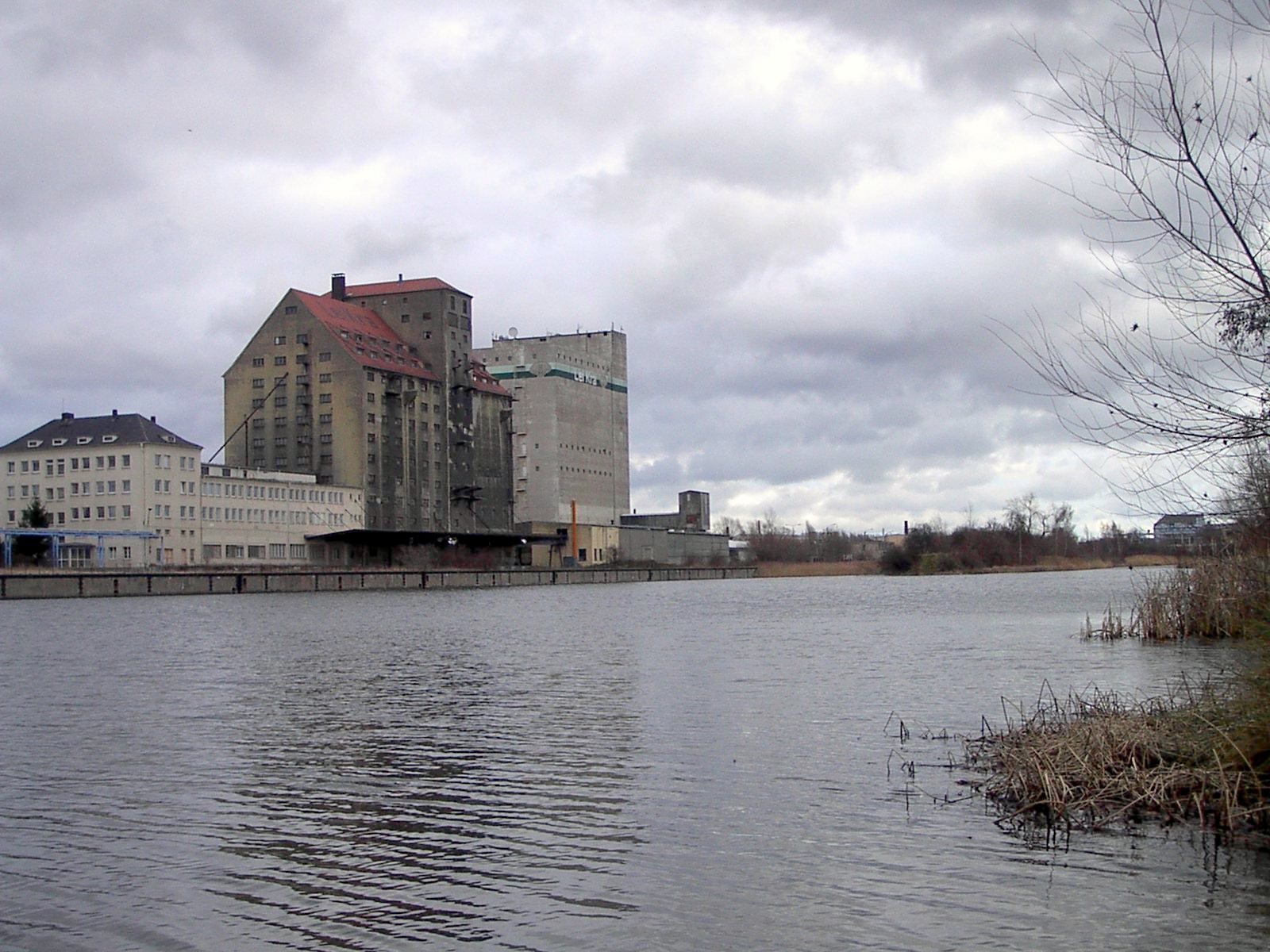
Lindenauer Hafen

## Schifffahrtskanäle und Hafen
Die Pläne, von Leipzig aus einen Kanal zur Mulde oder Elbe anzulegen, reichen bis ins 17. Jahrhundert zurück. Karl Heine griff um 1850 erneut die Idee auf, eine künstliche Wasserstraße mit Verbindung zur Elbe zu erstellen. Von 1856 bis 1896 wurde zunächst der Karl-Heine-Kanal gebaut, 1933 bis 1943 folgte der Elster-Saale-Kanal, der bei Günthersdorf 8 km vor der Saale endet. Beide Kanäle sollen über den Lindenauer Hafen miteinander verbunden werden. Der Durchstich vom Karl-Heine-Kanal wurde im Juli 2015 fertiggestellt.

## Seen

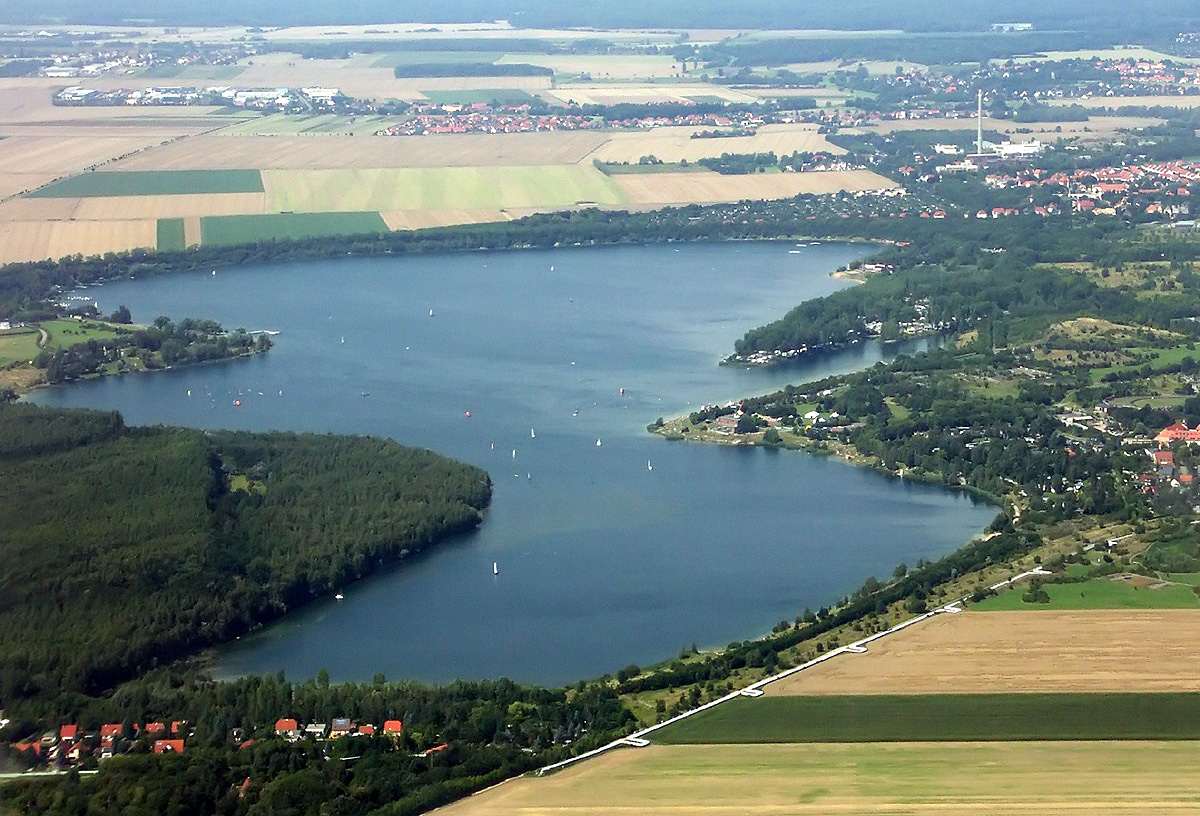
Kulkwitzer See

Die bekanntesten und ältesten Seen im Leipziger Stadtgebiet sind der Kulkwitzer See am Südwestrand Leipzigs (Miltitz, Grünau, Lausen) an der Grenze zu Markranstädt und der Auensee in Wahren, der mit dem Luna-Park ab 1914 bis 1932 Deutschlands größtes Vergnügungsetablissement vorweisen konnte. Weitere Seen befinden sich mit dem Cospudener See ebenfalls im Südwesten Leipzigs an der Grenze zu Markkleeberg, im Süden im Landkreis Leipzig und im Norden im Landkreis Nordsachsen. Sie sind zum großen Teil durch Rekultivierung alter Tagebaugebiete entstanden. Zusammen bilden sie das Leipziger Neuseenland.